# Саутист Аркадија (Флорида)
Саутист Аркадија (енгл. Southeast Arcadia) насељено је место без административног статуса у америчкој савезној држави Флорида.

## Демографија
По попису из 2010. године број становника је 6.554, што је 490 (8,1%) становника више него 2000. године.
| Група             | 2000.         | 2010.         |
| Белци             | 2.962 (48,8%) | 2.436 (37,2%) |
| Афроамериканци    | 252 (4,2%)    | 323 (4,9%)    |
| Азијати           | 22 (0,4%)     | 31 (0,5%)     |
| Хиспаноамериканци | 2.773 (45,7%) | 3.719 (56,7%) |
| Укупно            | 6.064         | 6.554         |